# Mynes (Vater der Pedias)
Mynes (altgriechisch Μύνης Mýnēs) ist einer der Ahnherren des attischen Königshauses in einer der mythischen Genealogien des antiken Attika. Er ist somit eine Gestalt der griechischen Mythologie. 
Er wird in der vermutlich aus dem 1. Jahrhundert n. Chr. stammenden Bibliotheke des Apollodor genannt. Dort ist der Lakedaimonier (Spartaner) Mynes der Vater der Pedias und somit der Schwiegervater des attischen Königs Kranaos, den Pedias heiratete. Kranaos soll um die Zeit der deukalionischen Flut in Attika geherrscht haben.